# Lo perquè de Barcelona
Lo perquè de Barcelona y altras memorias de sas antiguedats, o simplement Lo perquè de Barcelona, és una obra inacabada de l'historiador barceloní Pere Serra i Postius, qui la va iniciar al 1738. Escrita en català i en forma de diàleg, aplega una sèrie de llegendes barcelonines, alhora que parla de l'origen dels noms de les places i carrers de la ciutat i en fa una descripció viva i apassionada. Si bé les actituds personals de l’autor trenquen a vegades amb les regles del pensament il·lustrat de l’època, es tracta d’una obra molt original pel que fa a la temàtica, ja que fins aleshores no s'havia fet un compendi així de les parts que conformen la ciutat de Barcelona.

## Resum
L'obra transcriu les converses fictícies entre tres personatges, que conversen sobre l'origen dels noms dels espais de Barcelona, així com de la seva història. Està dividida en dues parts principals, equivalents a la Primera jornada i a Una altra jornada, i dins de cada part, trobem diferents temàtiques al voltant de les quals els personatges mantenen converses. Els temes són els següents:

### Primera jornada
- Presentació dels personatges i objectiu de l'obra
- Barcelona: explicació del seu origen mític i de l'expressió "Barcelona la rica"
- Places: del Born, del Rei, de Sant Jaume, de Marcús, dels Peixos, de Marquilles, de la Trinitat.
- Carrers: del Regomir, de la Bòria, de la Vidrieria, de la Llibreteria, de l'Argenteria, dels Canvis, de Basea, del Regomir, del Paradís, de Sant Honorat, de Sant Domingo, dels Banys Nous, dels Banys Vells, de Mirallers, de Montcada, dels Mercaders, Comtal, de Montalegre i La Rambla.
- Davallades: del Canonge, de la Presó, de Caçador, de les Cols, dels Lleons, Ecce Homo, Sant Miquel, Santa Eulària.
- Escales: de la plaça de la Seu, de la cisterna del convent de Jesús i de Caçador.
- Muralles de la Rambla i de Mar.
- Baluards: de Llevant, de Sant Ramon i de Migjorn, i les voltes dels Encants.
- Portals: Nou, de l'Àngel, de Sant Antoni, de la Drassana, de Mar, de Sant Daniel, de Perpinyà, de la Rambla, de la Boqueria.

### Una altra jornada
- Comtes de Barcelona
- Refranys
- Catedral de Barcelona
- Refranys
- Església de Santa Maria del Mar
- Església de Santa Maria del Pi
- Refranys
- Església de Sant Just i Pastor
- Refranys

## Personatges
Lo perquè de Barcelona consta de tres personatges, els noms dels quals es mencionen a l’inici del manuscrit:
- Pere, l'eix del diàleg, és l’alter ego del mateix Pere Serra i Postius, com deduïm després del que explica d’ell mateix (com ara que va néixer al carrer Basea al 1671, o que era amic de don Anton de Bastero y Lledó) o del que comenten els altres personatges (Don Ramon, per exemple, li comenta que “ya sabia que avia escrit dotze tomos en quart de història eclesiàstica de Catalunya”, referint-se a la Història eclesiàstica del Principado de Catalunya escrita per l’autor). Es tracta d’un personatge que ha estudiat a fons la història de Catalunya, i és aquesta posició d’intel·lectual el que mou a Don Ramon a preguntar-li sobre la història de la ciutat, per tal d’aprendre “lo que [Pere] ha adquirit ab sa gran aplicació y estudi”.

- Don Ramon, per la seva banda, es tracta d’un cavaller noble molt més jove que Pere que just ha tornat a Catalunya després d’anys fora (segurament perquè devia pertànyer a una família austriacista, com s'interpreta pel fet que marxés a Viena al 1712, potser per por a les repressions després de la guerra de successió). Ell fa preguntes sobre l’antiguitat, l’origen o el perquè de diferents aspectes de la ciutat comtal, preguntes que Pere respondrà sense que ell dissenteixi en res, i sempre des del respecte i l’admiració, com s'observa en els molts elogis que li fa.

- Toni, el criat de Don Ramon (a qui deu haver estat molt de temps al seu servei, tenint en compte els comentaris que es fan), és un contrapunt en aquesta relació. No té els coneixements de Pere (Don Ramon diu d’ell que “no toca enlloc”), ni l’interès en aprendre del seu senyor (diu: “Jo me estimaria més bons vins i bons bossins que tots los llibres del món”), sinó que aporta un to còmic i groller, remugant i queixant-se quan no li interessa el tema del qual es parla, alhora que omple l’obra de temes de caràcter més popular (per exemple llegendes barcelonines), que s'allunyarien del rigor històric de l’època. Si bé sovint els altres interlocutors el manen callar o critiquen els seus comentaris fora de lloc, el fet que conegui aquestes llegendes populars, o també dites i expressions de la ciutat, és molt ben valorat, i fins i és incitat a explicar- ne tots els que conegui.

Als personatges, doncs, se’ls hi donen característiques personals pròpies que es mantenen al llarg de l’obra. Hi ha una voluntat de donar versemblança al text i als personatges, no sols introduint situacions que donen una certa aparença de realitat (mitjançant expressions de l’època, interaccions espontànies entre els personatges...), sinó també dotant-los d’una personalitat definida. Si ho comparem amb Els Col·loquis de la insigne ciutat de Tortosa de Cristòfor Despuig trobem una diferència molt important: no es tracta de tres personatges debatent temes, sinó que un és qui explica, i la resta, en major o menor mesura, l'escolten. És una adaptació del típic diàleg on tots els personatges interaccionen entre ells: aquí Pere és la peça clau, que sovint funciona independentment de si Don Ramon li demana informació o no, mentre que Toni té un paper més independent.

## Gènere
L’autor utilitza el diàleg, un gènere amb molta tradició a Catalunya, per tal de difondre els seus amplis coneixements de historiografia catalana a un sector molt més popular. No oblidem que sovint Pere Serra es queixava de les dificultats que tenia per publicar les seves obres (“podria fer un preciós llibret... però […] quedaria sepultat aont o estan molts de mos escrits” diu el personatge de Pere), i utilitzant el gènere del diàleg podia divulgar més fàcilment la seva obra.
Tot i això, Serra no dona gaire importància a les referències temporals i espacials a l’obra, trets que solien ser rellevants en altres diàlegs com ara els Col·loquis de la insigne ciutat de Tortosa, sinó que se centra més en donar versemblança als seus personatges.